# Cleora noatau
Cleora noatau là một loài bướm đêm trong họ Geometridae.